# 김규화
김규화(金圭和, 1939년 2월 27일~2023년 2월 12일)는 대한민국의 시인이다.
전남 승주 출생이며, 동국대학교 국문학과 및 동대학교 교육대학원을 졸업하였다. 1966년 현대문학으로 등단하고, 시집으로 《이상한 기도》(시문학사, 1981),《노래내기》(혜진서관, 1985), 《관념여행》(신원문화사, 1989) 등과 이 밖에도 다수의 시집과 수필집이 있다. 동국문학상, 한국현대시인상, 한국문학상, 펜문학상 등을 수상했고, 대전대학교, 동덕여자대학교에 출강했으며, 1978년부터 현재까지 월간 시문학 발행인을 맡았다.

## 가족 관계
- 배우자: 문덕수 (1928년 ~ 2020년 3월 13일)
  - 아들: 문수동, 문창동, 문준동
    - 며느리: 이재은, 배미숙, 문주희

  - 딸: 문수연, 문동옥, 문중옥
    - 사위: 황시영, 구경회